# Ghyalchok
Ghyalchok (en népalais : घ्याल्चोक) est un comité de développement villageois du Népal situé dans le district de Gorkha. Au recensement de 2011, il comptait 5 952 habitants.